# Idiocerus herrichii
Idiocerus herrichii är en insektsart som beskrevs av Carl Ludwig Kirschbaum 1868. Idiocerus herrichii ingår i släktet Idiocerus och familjen dvärgstritar. Enligt den finländska rödlistan är arten nära hotad i Finland. Arten är reproducerande i Sverige. Artens livsmiljö är lundskogar. Inga underarter finns listade i Catalogue of Life.